# Maserati
‌
Pour les articles homonymes, voir Maserati (homonymie).
Maserati est un constructeur automobile italien spécialisé dans les voitures de luxe, de sport et de course, filiale du groupe Stellantis, dont le siège social est à Modène (Italie). Fondé par les frères Maserati en 1914, son symbole est un trident, inspiré de la fontaine de Neptune de Bologne.

## Historique

### Les frères Maserati
La marque est créée en 1914 à Bologne par Alfieri Maserati, né dans une famille de sept frères, dont cinq furent impliqués dans le développement d’automobiles. Le sixième frère, Mario, un artiste, est supposé avoir dessiné l’emblème de la marque : un trident. Carlo, l'aîné, fut le premier à se lancer. Il fabriqua des vélos, puis des motos. Plus tard il devient pilote d'essai chez Fiat et Isotta Fraschini, mais il se tue en course en 1910. En 1917, Alfieri se lance dans la fabrication de bougies d'allumage.
Alfieri et Ettore sont engagés en 1922 par la firme Diatto pour réaliser une première voiture de course : la Tipo 20. Malheureuse en Grand Prix, la Diatto sera pourtant une voiture rapide et fiable. Elle le montrera en enlevant son premier grand succès, en course d'endurance, aux 24 Heures de Monza, en 1924. La seconde voiture, une 2 litres à moteur huit-cylindres, conçue par Alfieri, fut moins brillante, et son échec conduisit Diatto à se retirer de la course.
En 1926, les deux frères décident de construire leurs propres voitures de course. C’est à cette date qu'est vraiment lancée la marque automobile Maserati. La première voiture Maserati fut développée sur la base de la Diatto et prit l'appellation de Tipo 26 (it) en 1926. C'est la première « vraie » Maserati. Elle devient vite la redoutable rivale des Bugatti. En 1926, elle gagne la Targa Florio.
Alfieri meurt en 1932. Avec son décès, la firme perd son ingénieur et surtout son gestionnaire. Les trois frères Bindo, Ernesto et Ettore, continuent l'affaire. Bindo prend la direction générale, Ernesto la direction technique et Ettore a la responsabilité financière. Il s'avérera être le maillon faible de l'organisation qui malgré des succès sportifs et commerciaux sera vendue à Adolfo Orsi.

### Famille Orsi

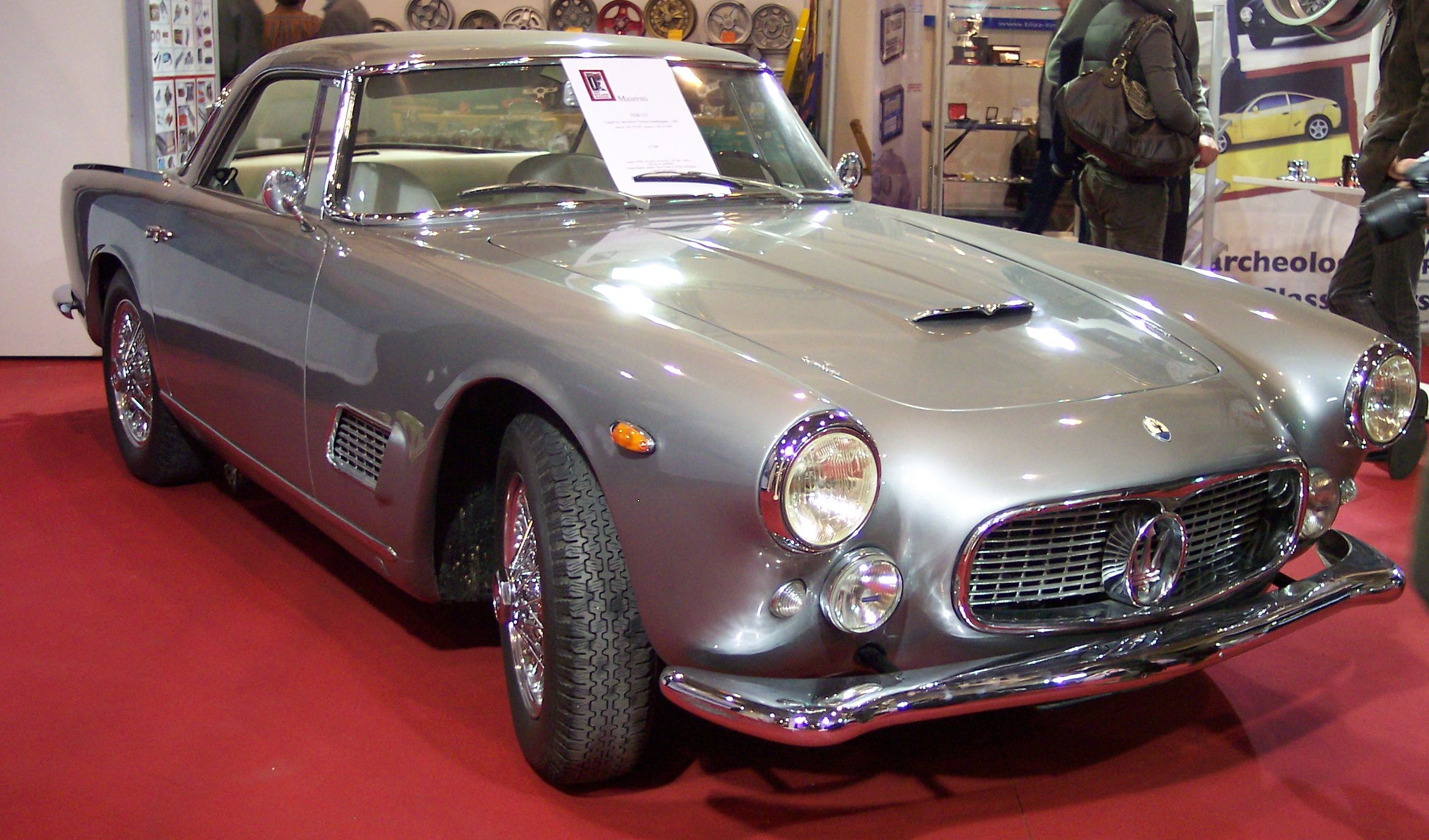
Maserati 3500 GT.

En 1937, les frères Maserati vendent leurs parts dans la société à la famille Orsi. Adolfo Orsi est un grand industriel de la région de Modène qui a la passion de la course automobile. Conscient de ses limites, il prend soin de signer avec les trois frères Maserati un contrat qui les lie à la marque pour dix ans.
Face à la montée en cylindrée et en puissance des constructeurs allemands et la règlementation défavorable, surtout à partir de 1933, Maserati concentrera ses efforts sur des moteurs plus petits, multicylindres et quelquefois suralimentés. Ces moteurs trouvent leur place dans des « voiturettes » ou Formule Junior (monoplaces de 1,5 litre, généralement) telles que la 6CM. L'innovation reste toujours une priorité, la Maserati 8CM de 1932 sera la première voiture de sport équipée de commandes de freins hydrauliques.

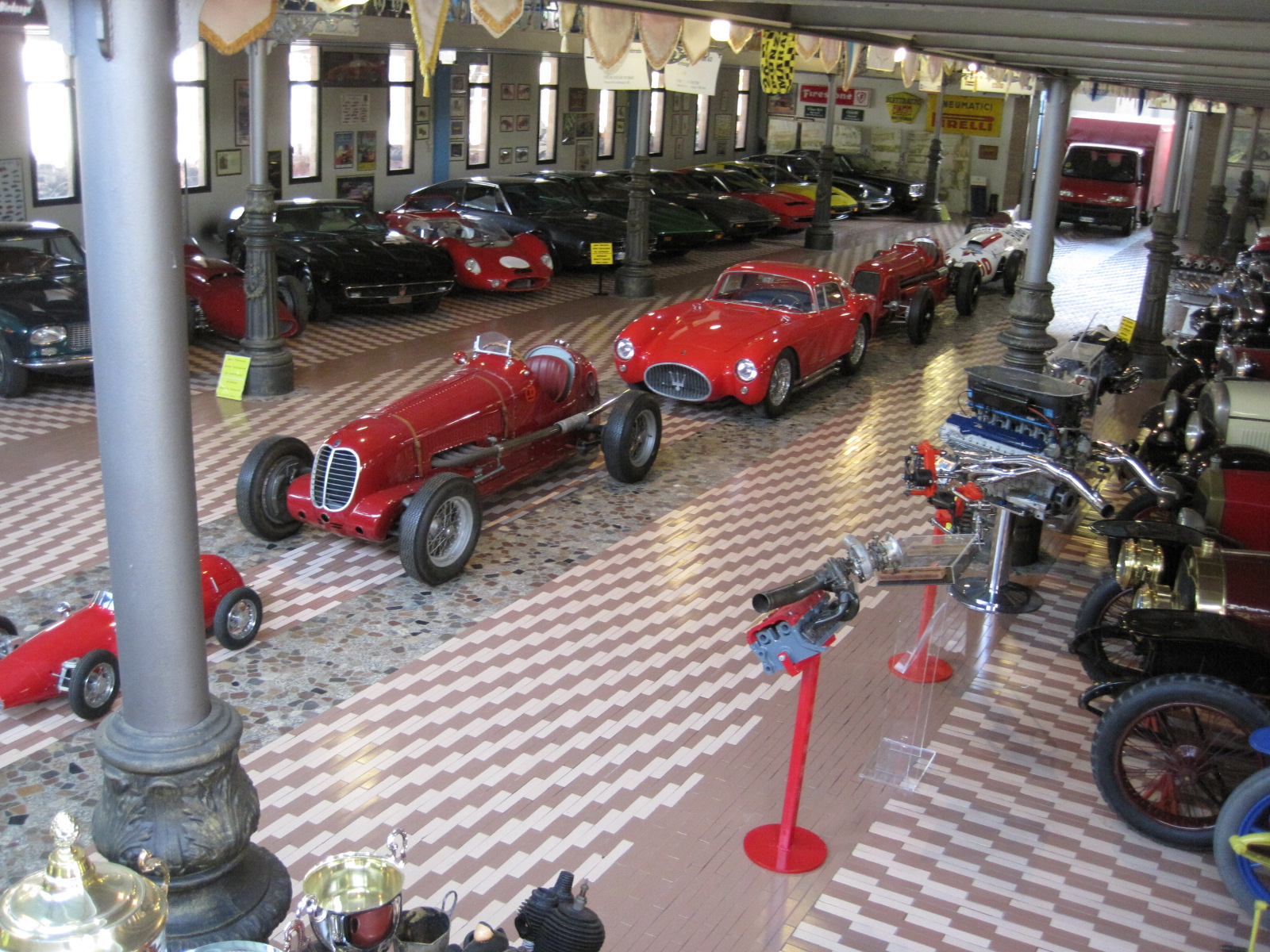
Musée Panini Maserati de Modène.

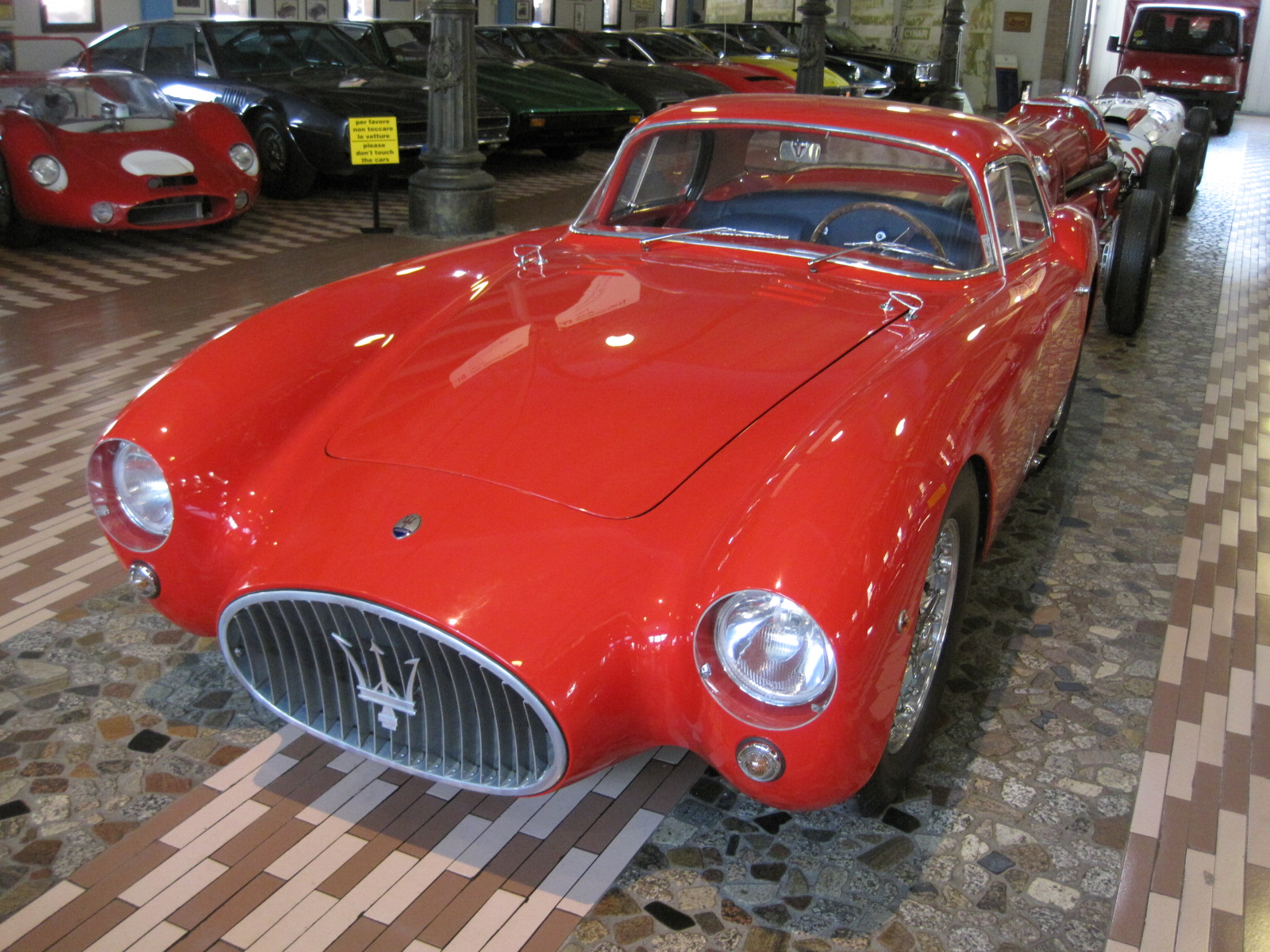
Musée Panini Maserati de Modène.

Maserati participe à des épreuves aux États-Unis en 1939 et 1940 où l'absence des compétiteurs allemands permettait encore de remporter quelques succès. Wilbur Shaw, au volant d'une Maserati Tipo 8CTF à moteur de trois litres — surnommée la « Boyle Spécial » —, remporte la célèbre course américaine des 500 miles d'Indianapolis en 1939 et 1940 — aucune voiture européenne n'avait alors remporté ce trophée depuis vingt ans —, et au sortir de la guerre, Louis Unser la non moins célèbre course de Pikes Peak en 1946 et 1947. Shaw s'impose aussi dans le championnat américain de course automobile AAA de 1939.
En 1940, Maserati déménage à Modène. Lors de la Seconde Guerre mondiale, l'entreprise sera obligée de participer à l’effort militaire. L'activité automobile est arrêtée au profit de la conception et fabrication de bougies d'allumage et de batteries d'accumulateurs d'un côté et de petits utilitaires électriques d'un autre.
Une fois la paix revenue, Maserati recommence à construire des automobiles de compétition. Un homme clé intègre l’équipe Maserati, l'ingénieur Alberto Massimino, un ancien de Fiat, passé aussi chez Alfa Romeo et chez Ferrari. Il sera responsable de la conception de tous les modèles compétition pendant dix ans. Avec lui et les ingénieurs Giulio Alfieri (1924-2002), Vittorio Bellentani et Gioachino Colombo (1903 - 1987), l'auteur du moteur V12 Ferrari, qui le rejoignent, Maserati retrouve les succès en course notamment avec le célèbre pilote Juan Manuel Fangio dans les années 1950 avec la A6GCM jusqu'au championnat du monde en 1957 avec la 250F. Fangio sera entouré d'autres pilotes célèbres comme Emmanuel de Graffenried (1914-2007), Louis Chiron (1899-1979) et le Prince Bira (1914-1985).
Maserati se distingue ensuite dans les courses de voitures sport avec les Tipo 60 et Tipo 61 surnommées « Birdcage » (« cage à oiseau ») en référence à leur inhabituel châssis multitubulaire. Le pilote suisse Benoît Musy courra à titre privé sur A6GCS/53 en 1954, sur 300S en 1955 et enfin sur 200S avec laquelle il se tua à Montlhéry en 1956.
En 1946, les premières voitures sportives de route sortent de l'usine Maserati, à commencer par la A6 1500, présentée au Salon de Genève. Elle sera construite à environ 150 exemplaires.
En 1947, le contrat que les frères Maserati et la famille Orsi avaient signé vient à terme. Ettore continue sa carrière chez Maserati. Bindo et Ernesto fondent, le 1er décembre, la firme O.S.C.A. qui développera des voitures de course et des modèles de sport. Après avoir été reprise par le groupe MV Agusta en 1962, celle-ci disparaîtra en 1967.
En 1953, Adolfo Orsi devient le seul actionnaire de Maserati. Après une réorganisation complète, son fils Omer est nommé directeur général. Une activité motocyclette est lancée, mais se terminera rapidement en 1961.
En 1957, la première Maserati de route est produite sur une ligne de production, c'est la 3500 GT. C'est à cette époque que Maserati instaure la tradition de donner à chaque modèle commercial le nom d'un vent : « Mistral », « Bora », « Merak » et bien d'autres seront utilisés pour baptiser ces automobiles.
En 1958, les difficultés financières poussent le Groupe à stopper toutes les activités sportives directes.
De nombreuses écuries privées deviendront alors la nouvelle clientèle de Maserati.
En 1963, la première Maserati Quattroporte (quatre portes), dessinée par Pietro Frua voit le jour et ce sera la berline la plus rapide du monde de l'époque, mue par un moteur de 4,2 L d'abord et de 4,7 L ensuite.
En 1966, Maserati dévoile la Ghibli, disposant d'un moteur de 4,7 litres, qui sera une concurrente directe de la Ferrari Daytona et de la Lamborghini Miura. La marque sortira également une version spyder en 1969 ainsi qu'une version portée à 4,9 L en 1970.
La Ghibli sera un grand succès malgré son prix d'époque qui dépassait celui de la Daytona.
Mais les difficultés financières subsistent.

### Période Citroën

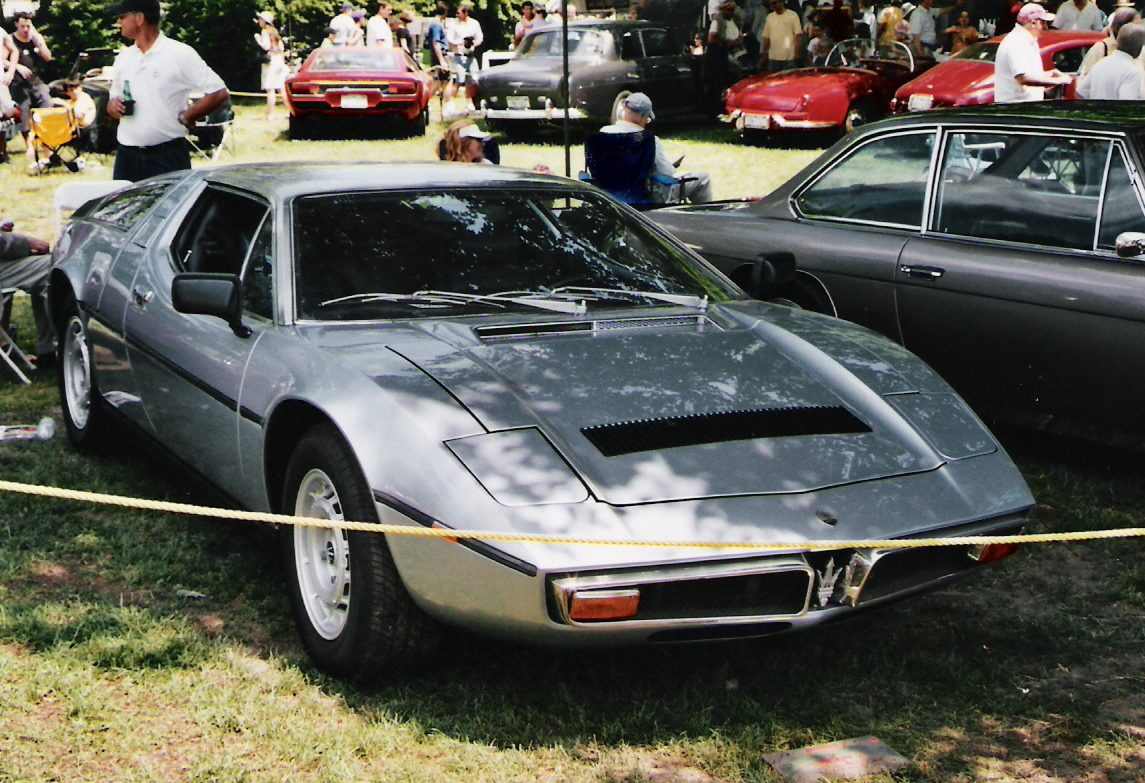
Maserati Bora

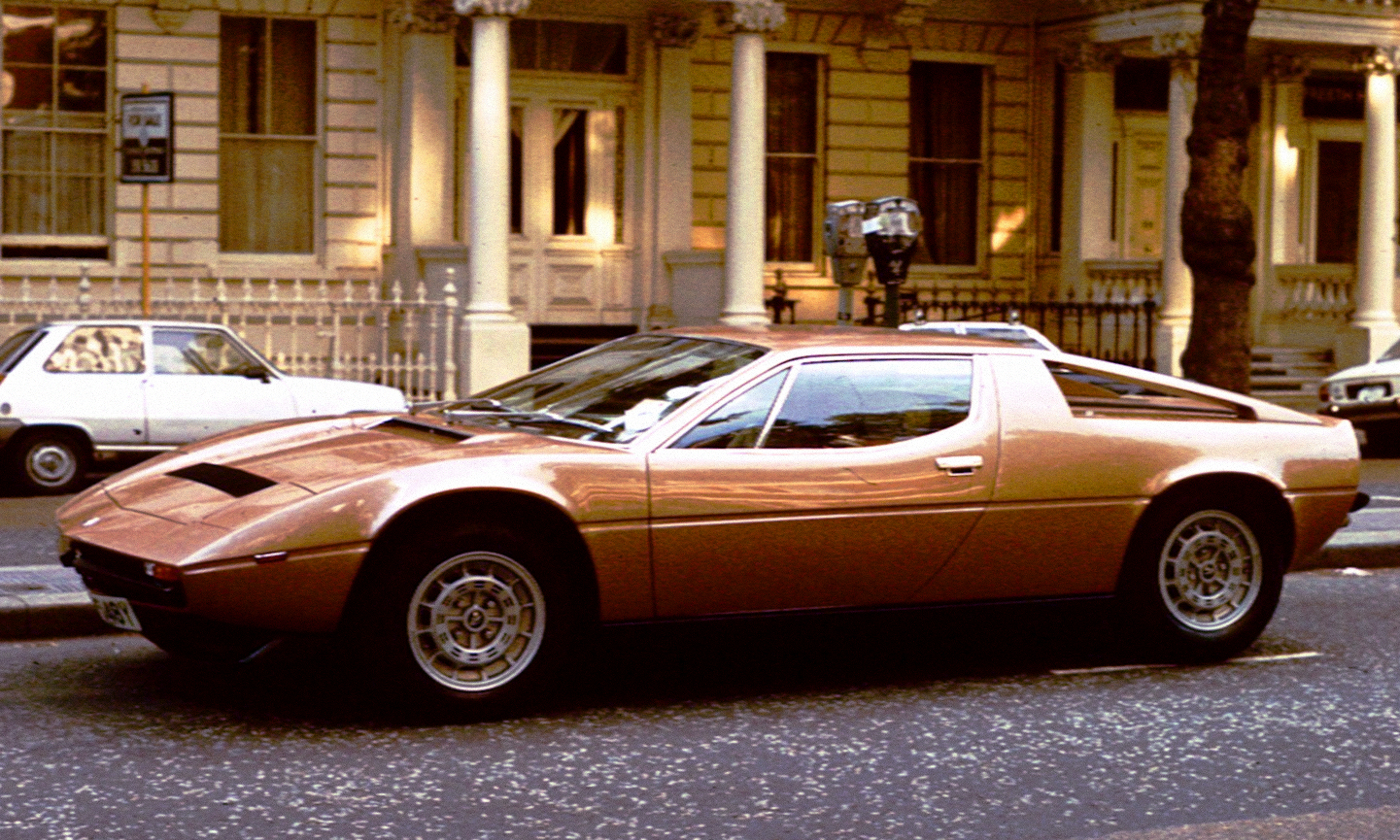
Maserati Merak

En 1968, Maserati passe sous le contrôle de Citroën. Ceci pour permettre à Citroën d'acquérir un moteur V6 pour équiper sa SM. Le moteur Maserati, spécialement étudié pour la SM avec notamment un arbre de transmission interne et une prise de force à l'avant pour entraîner les accessoires, s'est hélas révélé très peu fiable, avec notamment des casses très fréquentes du tendeur automatique de la chaîne de distribution primaire (les secondaires étaient entraînées par chaînes secondaires avec galets tendeur manuel implanté dans les culasses) et des ruptures de soupapes refroidies au sodium, mais il existe aujourd'hui des solutions pour les collectionneurs.
Cette association donne naissance à trois nouveaux modèles Maserati équipés d'une hydraulique sophistiquée : la Bora (la grande), la Merak (la petite) — toutes deux à moteur central — et la Khamsin. Partageant les mêmes banques de composants et les mêmes designers que les Citroën, les habitacles de ces Maserati seront plus ou moins chargés d'éléments reprenant le design peu sportif de Citroën (volant monobranche, compteurs inclinés, commandes de phares et clignotants, commandes de chauffage, etc.).
Le moteur Maserati et la boite de vitesses de la SM iront même équiper la Ligier JS2, une nouvelle marque automobile française qui démarre. Guy Ligier rencontre, à l'époque, d'énormes soucis pour remplir le compartiment moteur de sa voiture de course, qu'il essayera vainement de civiliser. La boîte de vitesses de la SM a également été utilisée par Lotus sur son Esprit.
Le service compétition de Citroën a, à plusieurs reprises, équipé la DS du moteur Maserati de la SM, comme le prototype de Björn Waldegård, sur des rallyes-raids ou tout-terrain tels que le Rallye du Bandama. Parmi les pilotes du team Citroën, on trouve Bob Neyret, organisateur du dernier Citroën Sport Classic.

### Période Alejandro de Tomaso

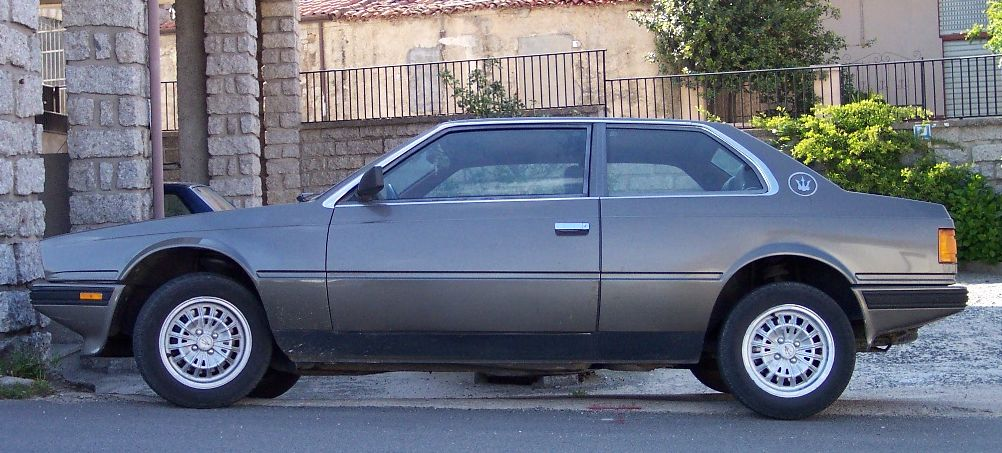
Maserati Biturbo

Abandonnée par Citroën en faillite en 1975 à la suite de l'échec commercial de la SM à moteur V6, Maserati change une fois de plus de mains pour tomber sous la houlette du GEPI, une société d'État italienne chargée de la relance d'entreprises en difficulté.
Reprise ensuite par Alejandro de Tomaso pour un montant très modique, elle surprend le monde automobile en produisant l'étonnante berline Biturbo et toutes ses descendantes : Biturbo Spider, Karif, 2.24V et 4.24V, et enfin la Maserati Racing sans oublier la Maserati Barchetta.
Toutes ces voitures sportives partageront le même concept de moteur, recevant modèle après modèle de notables améliorations (voir la liste des moteurs de Maserati Biturbo).
Dans une nouvelle série, Maserati introduira la Ghibli II et la Shamal.

### Période Chrysler

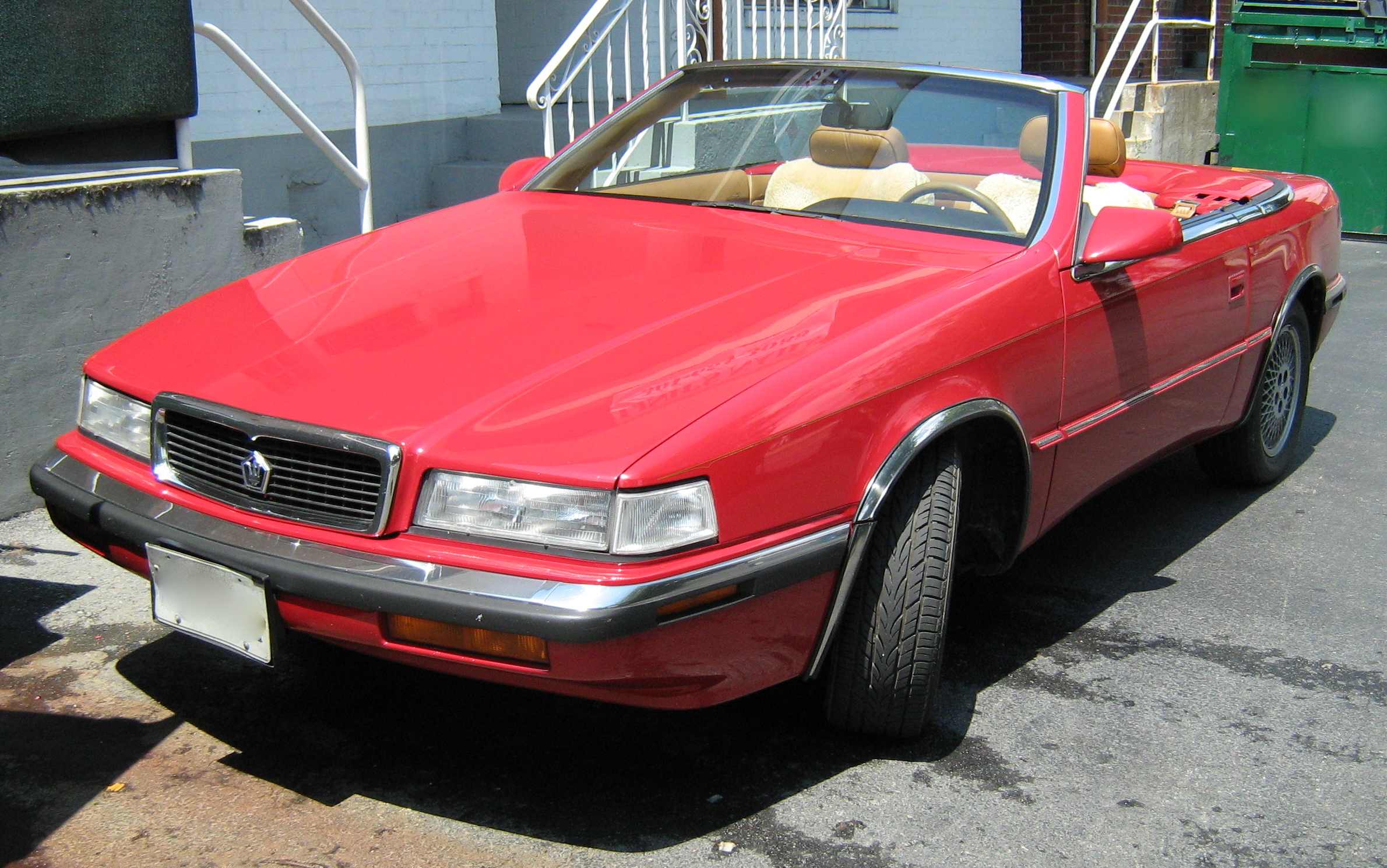
Chrysler TC de Maserati

En 1983, Chrysler, qui souhaite offrir une gamme de véhicules haut de gamme, vient rencontrer Maserati. De ces discussions sortiront deux modèles à la finition luxueuse pour les consommateurs américains, équipés de moteurs Chrysler préparés par Maserati : la Chrysler TC (pour Touring Convertible), un cabriolet qui s'avère un échec commercial complet.
Lee Iacocca, alors président de Chrysler et vieille connaissance d'Alejandro de Tomaso, investit 35 millions de dollars dans l'entreprise. Mais Chrysler prendra trop de temps pour introduire le modèle sur le marché américain.
Chrysler se retire quatre ans plus tard et Alejandro de Tomaso décide lui aussi de vendre ses parts.

### Reprise par Fiat et Ferrari
En 1987, l'entreprise est reprise par Fiat qui essaie dans un premier temps de faire fonctionner les équipes Ferrari et Maserati ensemble, chose hasardeuse attendu que les deux marques ont toujours été de sérieuses concurrentes. On en verra quelques traces dans des programmes d'amélioration de la qualité et de la fiabilité, comme avec la Quattroporte evoluzione. Ensuite, en 1997, le groupe Fiat décide de fusionner Maserati et Ferrari, les adversaires d'hier.

Showroom Maserati de Modène
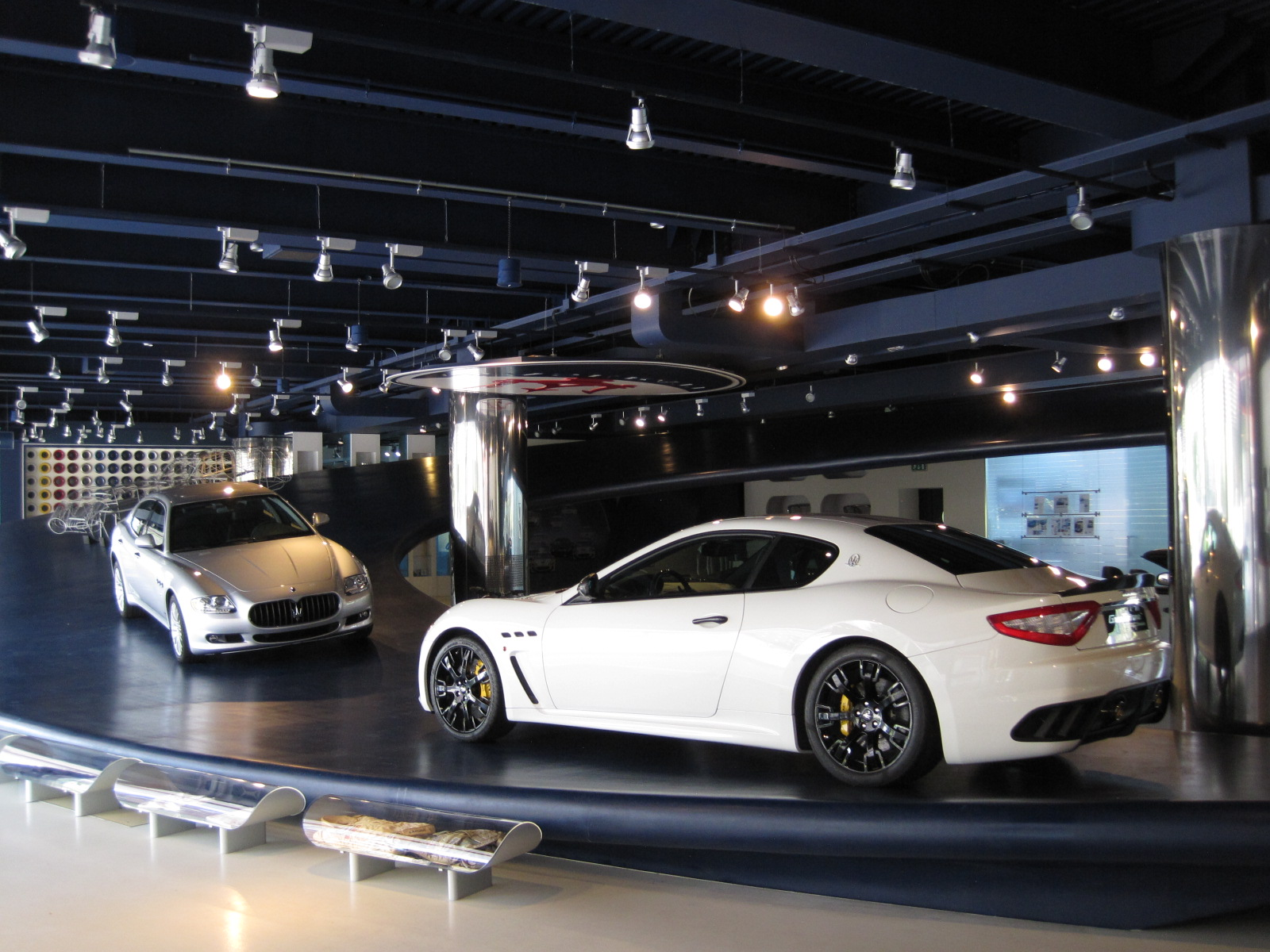
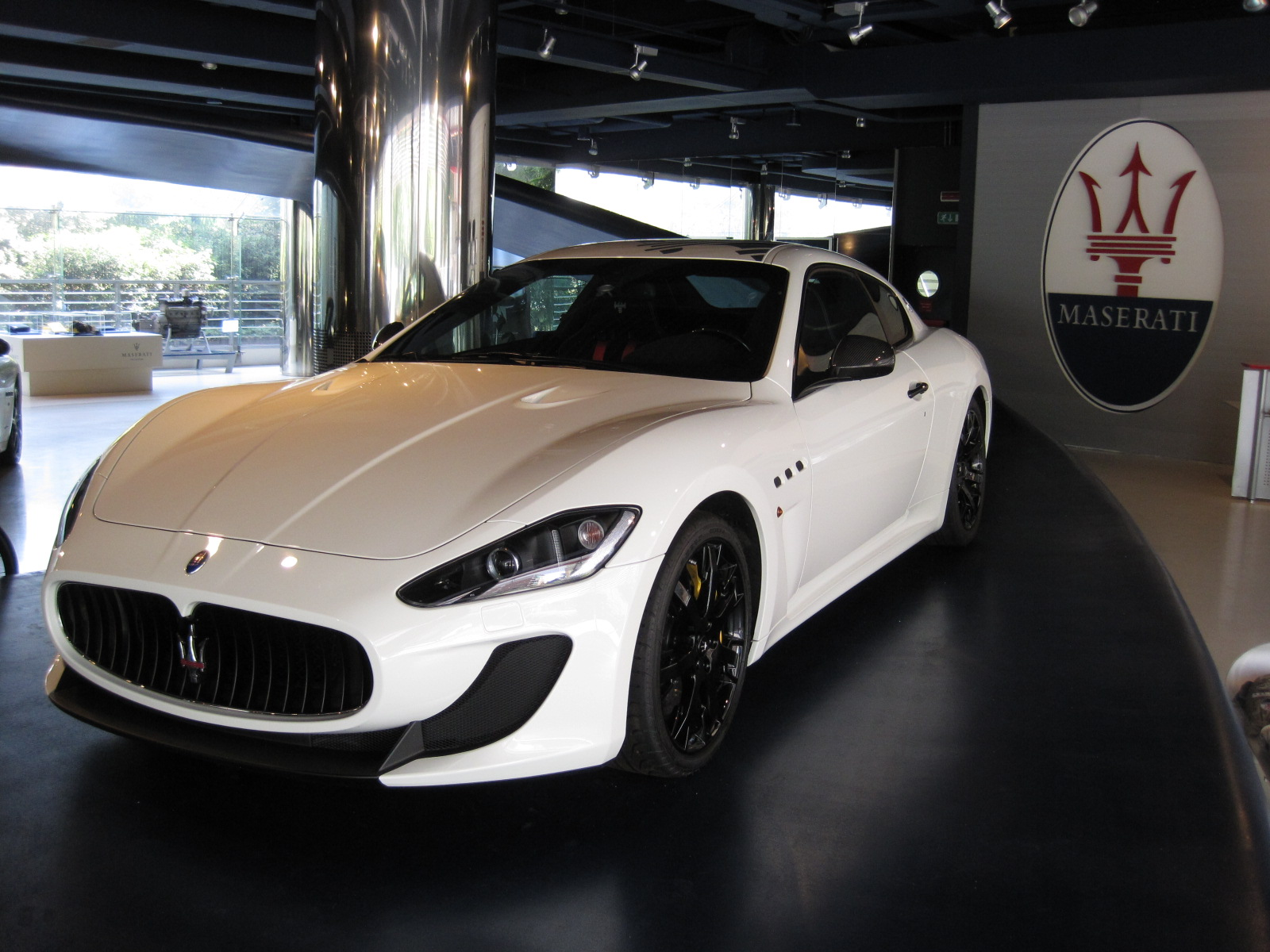
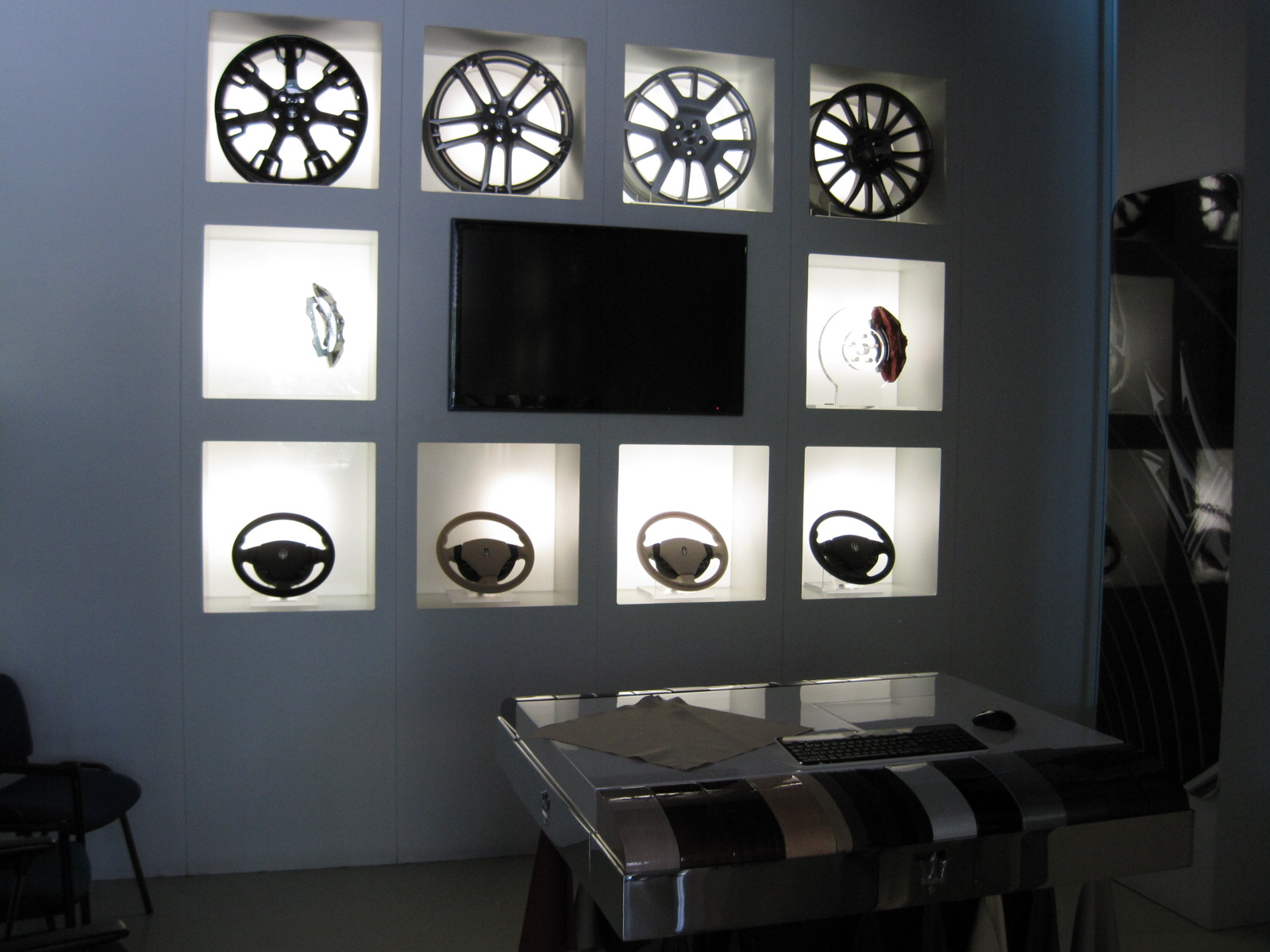
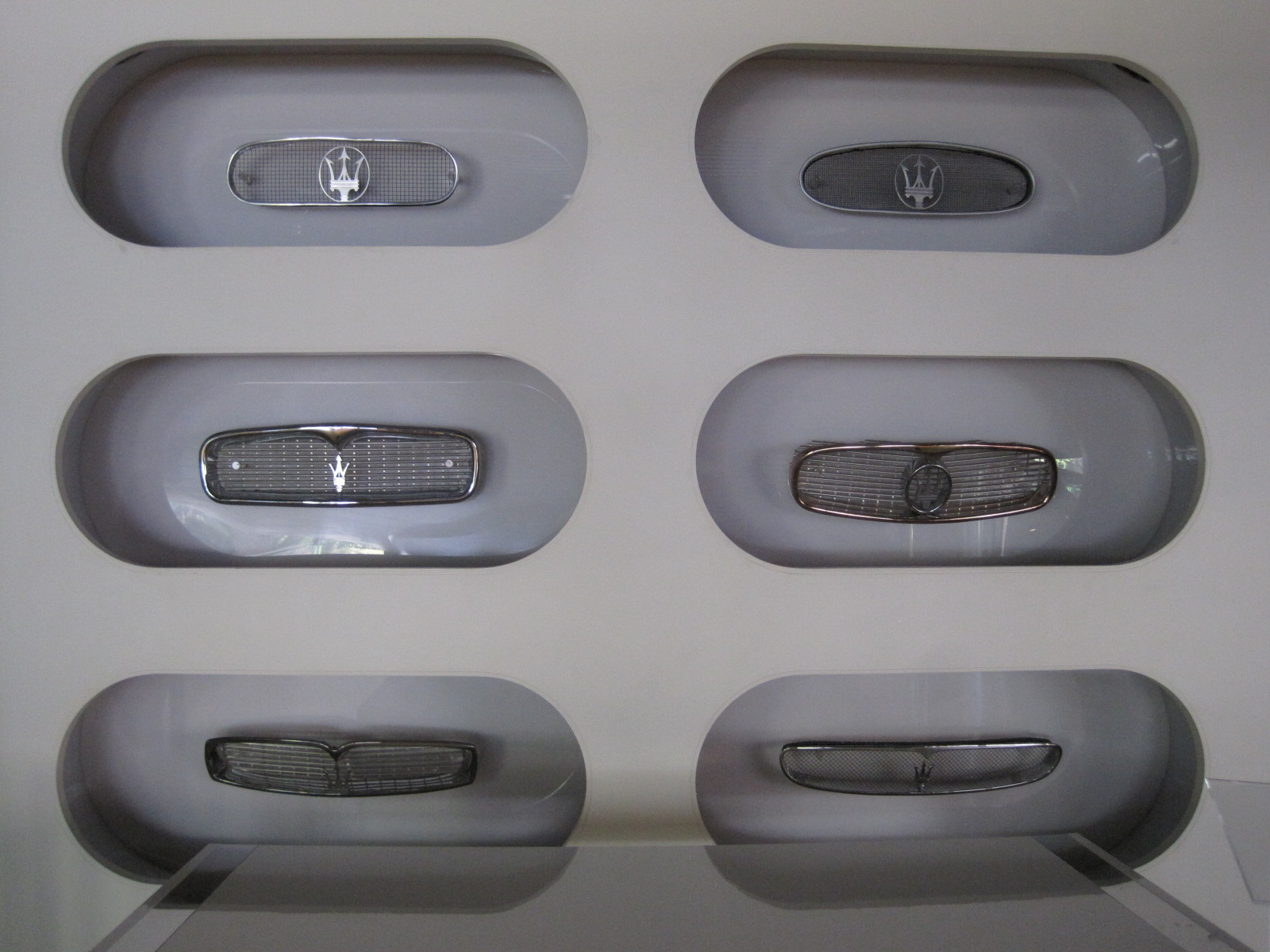

En 2006, Fiat a constitué un pôle sportif milieu-haut de gamme avec Alfa Romeo et Maserati pour permettre à Ferrari de briller au firmament des marques automobiles. Cette année-là, Fiat annonce que Maserati distribuera la marque Alfa Romeo aux États-Unis en 2007.
La production 2007 fut de 7 496 exemplaires et a atteint 32 800 unités en 2014.
En 2019, la marque affiche une chute des ventes record.
En janvier 2022, Maserati annonce son engagement en Formule E.

## Chiffres de vente
| Année | Ventes mondiales du constructeur Maserati | Ventes mondiales du constructeur Maserati | Ventes mondiales du constructeur Maserati | Ventes mondiales du constructeur Maserati | Ventes mondiales du constructeur Maserati | Ventes mondiales du constructeur Maserati | Ventes mondiales du constructeur Maserati | Ventes mondiales du constructeur Maserati | Ventes mondiales du constructeur Maserati | Ventes mondiales du constructeur Maserati | Ventes mondiales du constructeur Maserati | Ventes mondiales du constructeur Maserati | Ventes mondiales du constructeur Maserati | Ventes mondiales du constructeur Maserati | Ventes mondiales du constructeur Maserati | Ventes mondiales du constructeur Maserati | Ventes mondiales du constructeur Maserati | Ventes mondiales du constructeur Maserati | Ventes mondiales du constructeur Maserati | Ventes mondiales du constructeur Maserati | Ventes mondiales du constructeur Maserati | Ventes mondiales du constructeur Maserati | Ventes mondiales du constructeur Maserati | Ventes mondiales du constructeur Maserati | Ventes mondiales du constructeur Maserati | Ventes mondiales du constructeur Maserati | Ventes mondiales du constructeur Maserati | Ventes mondiales du constructeur Maserati | Ventes mondiales du constructeur Maserati | Ventes mondiales du constructeur Maserati | Ventes mondiales du constructeur Maserati | Ventes mondiales du constructeur Maserati | Ventes mondiales du constructeur Maserati | Ventes mondiales du constructeur Maserati | Ventes mondiales du constructeur Maserati | Ventes mondiales du constructeur Maserati | Ventes mondiales du constructeur Maserati | Ventes mondiales du constructeur Maserati | Ventes mondiales du constructeur Maserati | Ventes mondiales du constructeur Maserati | Ventes mondiales du constructeur Maserati | Ventes mondiales du constructeur Maserati | Ventes mondiales du constructeur Maserati | Ventes mondiales du constructeur Maserati | Ventes mondiales du constructeur Maserati | Ventes mondiales du constructeur Maserati | Ventes mondiales du constructeur Maserati | Ventes mondiales du constructeur Maserati | Ventes mondiales du constructeur Maserati | Ventes mondiales du constructeur Maserati | Ventes mondiales du constructeur Maserati | Ventes mondiales du constructeur Maserati | Ventes mondiales du constructeur Maserati | Ventes mondiales du constructeur Maserati | Ventes mondiales du constructeur Maserati | Ventes mondiales du constructeur Maserati | Ventes mondiales du constructeur Maserati | Ventes mondiales du constructeur Maserati | Ventes mondiales du constructeur Maserati | Ventes mondiales du constructeur Maserati | Ventes mondiales du constructeur Maserati |
| Année |                                           |                                           |                                           |                                           |                                           | 5 000                                     |                                           |                                           |                                           |                                           | 10 000                                    |                                           |                                           |                                           |                                           | 15 000                                    |                                           |                                           |                                           |                                           | 20 000                                    |                                           |                                           |                                           |                                           | 25 000                                    |                                           |                                           |                                           |                                           | 30 000                                    |                                           |                                           |                                           |                                           | 35 000                                    |                                           |                                           |                                           |                                           | 40 000                                    |                                           |                                           |                                           |                                           | 45 000                                    |                                           |                                           |                                           |                                           | 50 000                                    |                                           |                                           |                                           |                                           | 55 000                                    |                                           |                                           |                                           |                                           | 60 000                                    |
| 2010  | 5675                                      | 5675                                      | 5675                                      | 5675                                      | 5675                                      | 5675                                      |                                           |                                           |                                           |                                           |                                           |                                           |                                           |                                           |                                           |                                           |                                           |                                           |                                           |                                           |                                           |                                           |                                           |                                           |                                           |                                           |                                           |                                           |                                           |                                           |                                           |                                           |                                           |                                           |                                           |                                           |                                           |                                           |                                           |                                           |                                           |                                           |                                           |                                           |                                           |                                           |                                           |                                           |                                           |                                           |                                           |                                           |                                           |                                           |                                           |                                           |                                           |                                           |                                           |                                           |                                           |
| 2011  | 6159                                      | 6159                                      | 6159                                      | 6159                                      | 6159                                      | 6159                                      | 6159                                      |                                           |                                           |                                           |                                           |                                           |                                           |                                           |                                           |                                           |                                           |                                           |                                           |                                           |                                           |                                           |                                           |                                           |                                           |                                           |                                           |                                           |                                           |                                           |                                           |                                           |                                           |                                           |                                           |                                           |                                           |                                           |                                           |                                           |                                           |                                           |                                           |                                           |                                           |                                           |                                           |                                           |                                           |                                           |                                           |                                           |                                           |                                           |                                           |                                           |                                           |                                           |                                           |                                           |                                           |
| 2012  | 6288                                      | 6288                                      | 6288                                      | 6288                                      | 6288                                      | 6288                                      | 6288                                      |                                           |                                           |                                           |                                           |                                           |                                           |                                           |                                           |                                           |                                           |                                           |                                           |                                           |                                           |                                           |                                           |                                           |                                           |                                           |                                           |                                           |                                           |                                           |                                           |                                           |                                           |                                           |                                           |                                           |                                           |                                           |                                           |                                           |                                           |                                           |                                           |                                           |                                           |                                           |                                           |                                           |                                           |                                           |                                           |                                           |                                           |                                           |                                           |                                           |                                           |                                           |                                           |                                           |                                           |
| 2013  | 15393                                     | 15393                                     | 15393                                     | 15393                                     | 15393                                     | 15393                                     | 15393                                     | 15393                                     | 15393                                     | 15393                                     | 15393                                     | 15393                                     | 15393                                     | 15393                                     | 15393                                     | 15393                                     |                                           |                                           |                                           |                                           |                                           |                                           |                                           |                                           |                                           |                                           |                                           |                                           |                                           |                                           |                                           |                                           |                                           |                                           |                                           |                                           |                                           |                                           |                                           |                                           |                                           |                                           |                                           |                                           |                                           |                                           |                                           |                                           |                                           |                                           |                                           |                                           |                                           |                                           |                                           |                                           |                                           |                                           |                                           |                                           |                                           |
| 2014  | 36448                                     | 36448                                     | 36448                                     | 36448                                     | 36448                                     | 36448                                     | 36448                                     | 36448                                     | 36448                                     | 36448                                     | 36448                                     | 36448                                     | 36448                                     | 36448                                     | 36448                                     | 36448                                     | 36448                                     | 36448                                     | 36448                                     | 36448                                     | 36448                                     | 36448                                     | 36448                                     | 36448                                     | 36448                                     | 36448                                     | 36448                                     | 36448                                     | 36448                                     | 36448                                     | 36448                                     | 36448                                     | 36448                                     | 36448                                     | 36448                                     | 36448                                     | 36448                                     |                                           |                                           |                                           |                                           |                                           |                                           |                                           |                                           |                                           |                                           |                                           |                                           |                                           |                                           |                                           |                                           |                                           |                                           |                                           |                                           |                                           |                                           |                                           |                                           |
| 2015  | 32474                                     | 32474                                     | 32474                                     | 32474                                     | 32474                                     | 32474                                     | 32474                                     | 32474                                     | 32474                                     | 32474                                     | 32474                                     | 32474                                     | 32474                                     | 32474                                     | 32474                                     | 32474                                     | 32474                                     | 32474                                     | 32474                                     | 32474                                     | 32474                                     | 32474                                     | 32474                                     | 32474                                     | 32474                                     | 32474                                     | 32474                                     | 32474                                     | 32474                                     | 32474                                     | 32474                                     | 32474                                     | 32474                                     |                                           |                                           |                                           |                                           |                                           |                                           |                                           |                                           |                                           |                                           |                                           |                                           |                                           |                                           |                                           |                                           |                                           |                                           |                                           |                                           |                                           |                                           |                                           |                                           |                                           |                                           |                                           |                                           |
| 2016  | 42100                                     | 42100                                     | 42100                                     | 42100                                     | 42100                                     | 42100                                     | 42100                                     | 42100                                     | 42100                                     | 42100                                     | 42100                                     | 42100                                     | 42100                                     | 42100                                     | 42100                                     | 42100                                     | 42100                                     | 42100                                     | 42100                                     | 42100                                     | 42100                                     | 42100                                     | 42100                                     | 42100                                     | 42100                                     | 42100                                     | 42100                                     | 42100                                     | 42100                                     | 42100                                     | 42100                                     | 42100                                     | 42100                                     | 42100                                     | 42100                                     | 42100                                     | 42100                                     | 42100                                     | 42100                                     | 42100                                     | 42100                                     | 42100                                     | 42100                                     |                                           |                                           |                                           |                                           |                                           |                                           |                                           |                                           |                                           |                                           |                                           |                                           |                                           |                                           |                                           |                                           |                                           |                                           |
| 2017  | 51500                                     | 51500                                     | 51500                                     | 51500                                     | 51500                                     | 51500                                     | 51500                                     | 51500                                     | 51500                                     | 51500                                     | 51500                                     | 51500                                     | 51500                                     | 51500                                     | 51500                                     | 51500                                     | 51500                                     | 51500                                     | 51500                                     | 51500                                     | 51500                                     | 51500                                     | 51500                                     | 51500                                     | 51500                                     | 51500                                     | 51500                                     | 51500                                     | 51500                                     | 51500                                     | 51500                                     | 51500                                     | 51500                                     | 51500                                     | 51500                                     | 51500                                     | 51500                                     | 51500                                     | 51500                                     | 51500                                     | 51500                                     | 51500                                     | 51500                                     | 51500                                     | 51500                                     | 51500                                     | 51500                                     | 51500                                     | 51500                                     | 51500                                     | 51500                                     | 51500                                     |                                           |                                           |                                           |                                           |                                           |                                           |                                           |                                           |                                           |
| 2018  | 34900                                     | 34900                                     | 34900                                     | 34900                                     | 34900                                     | 34900                                     | 34900                                     | 34900                                     | 34900                                     | 34900                                     | 34900                                     | 34900                                     | 34900                                     | 34900                                     | 34900                                     | 34900                                     | 34900                                     | 34900                                     | 34900                                     | 34900                                     | 34900                                     | 34900                                     | 34900                                     | 34900                                     | 34900                                     | 34900                                     | 34900                                     | 34900                                     | 34900                                     | 34900                                     | 34900                                     | 34900                                     | 34900                                     | 34900                                     | 34900                                     |                                           |                                           |                                           |                                           |                                           |                                           |                                           |                                           |                                           |                                           |                                           |                                           |                                           |                                           |                                           |                                           |                                           |                                           |                                           |                                           |                                           |                                           |                                           |                                           |                                           |                                           |
| 2019  | 19300                                     | 19300                                     | 19300                                     | 19300                                     | 19300                                     | 19300                                     | 19300                                     | 19300                                     | 19300                                     | 19300                                     | 19300                                     | 19300                                     | 19300                                     | 19300                                     | 19300                                     | 19300                                     | 19300                                     | 19300                                     | 19300                                     | 19300                                     |                                           |                                           |                                           |                                           |                                           |                                           |                                           |                                           |                                           |                                           |                                           |                                           |                                           |                                           |                                           |                                           |                                           |                                           |                                           |                                           |                                           |                                           |                                           |                                           |                                           |                                           |                                           |                                           |                                           |                                           |                                           |                                           |                                           |                                           |                                           |                                           |                                           |                                           |                                           |                                           |                                           |
| 2020  | 16900                                     | 16900                                     | 16900                                     | 16900                                     | 16900                                     | 16900                                     | 16900                                     | 16900                                     | 16900                                     | 16900                                     | 16900                                     | 16900                                     | 16900                                     | 16900                                     | 16900                                     | 16900                                     | 16900                                     |                                           |                                           |                                           |                                           |                                           |                                           |                                           |                                           |                                           |                                           |                                           |                                           |                                           |                                           |                                           |                                           |                                           |                                           |                                           |                                           |                                           |                                           |                                           |                                           |                                           |                                           |                                           |                                           |                                           |                                           |                                           |                                           |                                           |                                           |                                           |                                           |                                           |                                           |                                           |                                           |                                           |                                           |                                           |                                           |
| 2021  | 24269                                     | 24269                                     | 24269                                     | 24269                                     | 24269                                     | 24269                                     | 24269                                     | 24269                                     | 24269                                     | 24269                                     | 24269                                     | 24269                                     | 24269                                     | 24269                                     | 24269                                     | 24269                                     | 24269                                     | 24269                                     | 24269                                     | 24269                                     | 24269                                     | 24269                                     | 24269                                     | 24269                                     | 24269                                     |                                           |                                           |                                           |                                           |                                           |                                           |                                           |                                           |                                           |                                           |                                           |                                           |                                           |                                           |                                           |                                           |                                           |                                           |                                           |                                           |                                           |                                           |                                           |                                           |                                           |                                           |                                           |                                           |                                           |                                           |                                           |                                           |                                           |                                           |                                           |                                           |
| 2022  | 23404                                     | 23404                                     | 23404                                     | 23404                                     | 23404                                     | 23404                                     | 23404                                     | 23404                                     | 23404                                     | 23404                                     | 23404                                     | 23404                                     | 23404                                     | 23404                                     | 23404                                     | 23404                                     | 23404                                     | 23404                                     | 23404                                     | 23404                                     | 23404                                     | 23404                                     | 23404                                     | 23404                                     |                                           |                                           |                                           |                                           |                                           |                                           |                                           |                                           |                                           |                                           |                                           |                                           |                                           |                                           |                                           |                                           |                                           |                                           |                                           |                                           |                                           |                                           |                                           |                                           |                                           |                                           |                                           |                                           |                                           |                                           |                                           |                                           |                                           |                                           |                                           |                                           |                                           |
| 2023  | 26689                                     | 26689                                     | 26689                                     | 26689                                     | 26689                                     | 26689                                     | 26689                                     | 26689                                     | 26689                                     | 26689                                     | 26689                                     | 26689                                     | 26689                                     | 26689                                     | 26689                                     | 26689                                     | 26689                                     | 26689                                     | 26689                                     | 26689                                     | 26689                                     | 26689                                     | 26689                                     | 26689                                     | 26689                                     | 26689                                     | 26689                                     |                                           |                                           |                                           |                                           |                                           |                                           |                                           |                                           |                                           |                                           |                                           |                                           |                                           |                                           |                                           |                                           |                                           |                                           |                                           |                                           |                                           |                                           |                                           |                                           |                                           |                                           |                                           |                                           |                                           |                                           |                                           |                                           |                                           |                                           |
| 2024  | 11300                                     | 11300                                     | 11300                                     | 11300                                     | 11300                                     | 11300                                     | 11300                                     | 11300                                     | 11300                                     | 11300                                     | 11300                                     | 11300                                     |                                           |                                           |                                           |                                           |                                           |                                           |                                           |                                           |                                           |                                           |                                           |                                           |                                           |                                           |                                           |                                           |                                           |                                           |                                           |                                           |                                           |                                           |                                           |                                           |                                           |                                           |                                           |                                           |                                           |                                           |                                           |                                           |                                           |                                           |                                           |                                           |                                           |                                           |                                           |                                           |                                           |                                           |                                           |                                           |                                           |                                           |                                           |                                           |                                           |
| ----- | ----------------------------------------- | ----------------------------------------- | ----------------------------------------- | ----------------------------------------- | ----------------------------------------- | ----------------------------------------- | ----------------------------------------- | ----------------------------------------- | ----------------------------------------- | ----------------------------------------- | ----------------------------------------- | ----------------------------------------- | ----------------------------------------- | ----------------------------------------- | ----------------------------------------- | ----------------------------------------- | ----------------------------------------- | ----------------------------------------- | ----------------------------------------- | ----------------------------------------- | ----------------------------------------- | ----------------------------------------- | ----------------------------------------- | ----------------------------------------- | ----------------------------------------- | ----------------------------------------- | ----------------------------------------- | ----------------------------------------- | ----------------------------------------- | ----------------------------------------- | ----------------------------------------- | ----------------------------------------- | ----------------------------------------- | ----------------------------------------- | ----------------------------------------- | ----------------------------------------- | ----------------------------------------- | ----------------------------------------- | ----------------------------------------- | ----------------------------------------- | ----------------------------------------- | ----------------------------------------- | ----------------------------------------- | ----------------------------------------- | ----------------------------------------- | ----------------------------------------- | ----------------------------------------- | ----------------------------------------- | ----------------------------------------- | ----------------------------------------- | ----------------------------------------- | ----------------------------------------- | ----------------------------------------- | ----------------------------------------- | ----------------------------------------- | ----------------------------------------- | ----------------------------------------- | ----------------------------------------- | ----------------------------------------- | ----------------------------------------- | ----------------------------------------- |

## Modèles

### 1946-1960
- A6 1500
- A6G 2000
- A6G54 2000
- A6G54 2000
- A6GCS\53
- Maserati 450S Costin Zagato Coupe
- 3500 GT
- 3500 GT Cabriolet
- 5000 GT

### 1961-1970
- Mistral
- Mistral Spyder
- Sebring
- Quattroporte I (1963)
- Ghibli Spider SS
- Mexico
- Indy

### 1971-1980
- Bora
- Merak
- Khamsin
- Quattroporte II (1974)
- Kyalami
- Quattroporte III (1976)

### 1981-1996
- Biturbo
  - Biturbo Export
  - 222-222.4v/2.24v
  - 222 Export
  - 425
  - 420
  - 430
  - 422-4.18v/4.24v
  - Spyder (Zagato)
  - 228
  - Karif
  - Shamal
  - Racing
  - Ghibli S
  - Ghibli II/Ghibli Cup
- Barchetta
- Quattroporte IV - 1994

### Depuis 1997
- 3200 GT
- Coupé - 2002
- Spyder
- Quattroporte V - 2004
- MC12
- GranTurismo - 2007
- GranCabrio - 2010
- Quattroporte VI - 2013
- Ghibli III
- Alfieri - 2014
- Levante - 2016
- MC20 - 2020
- Grecale - 2022
- MC20 Cielo - 2022

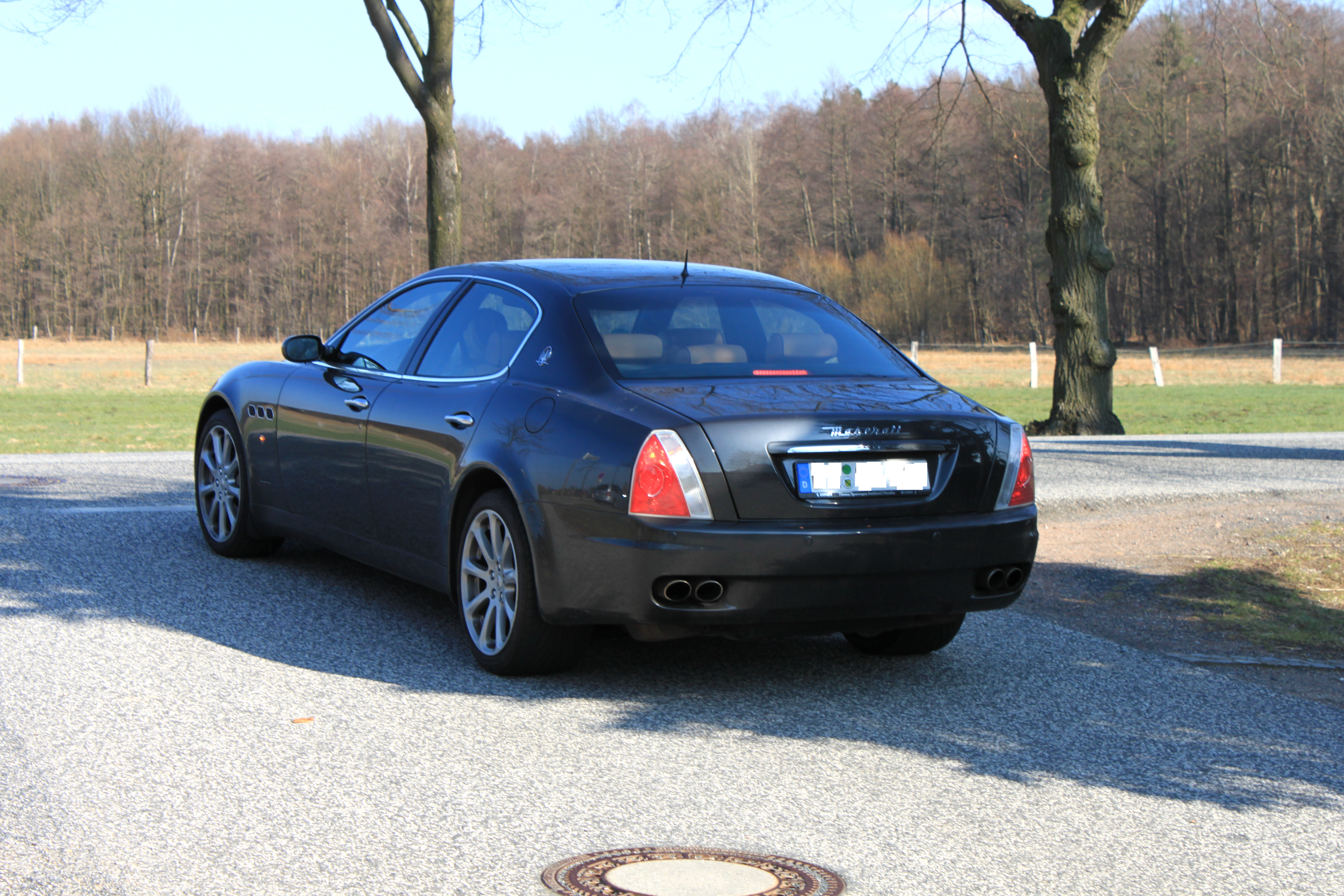
Maserati Quattroporte.
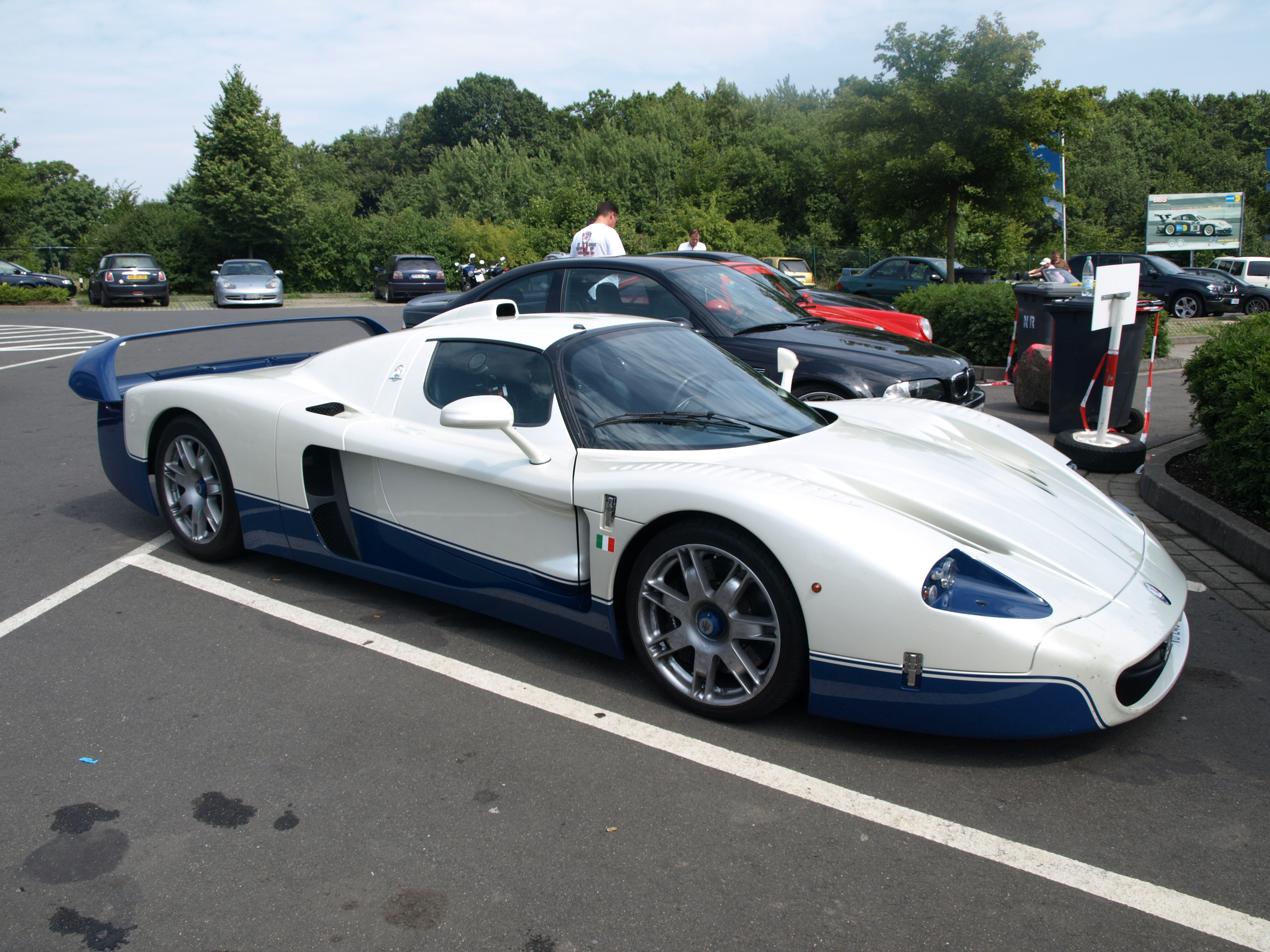
Maserati MC12.
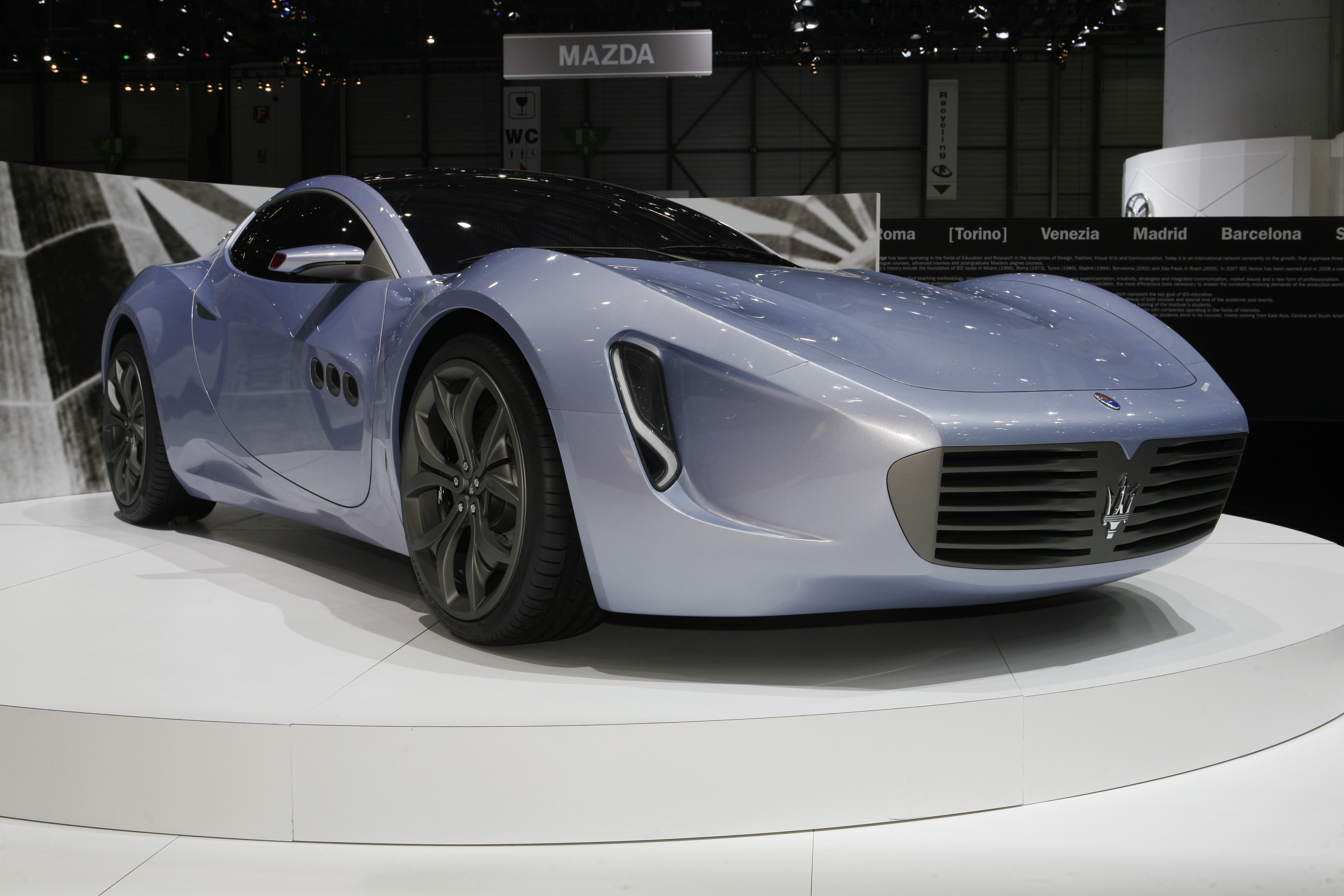
Concept-car Maserati Chicane (2008).
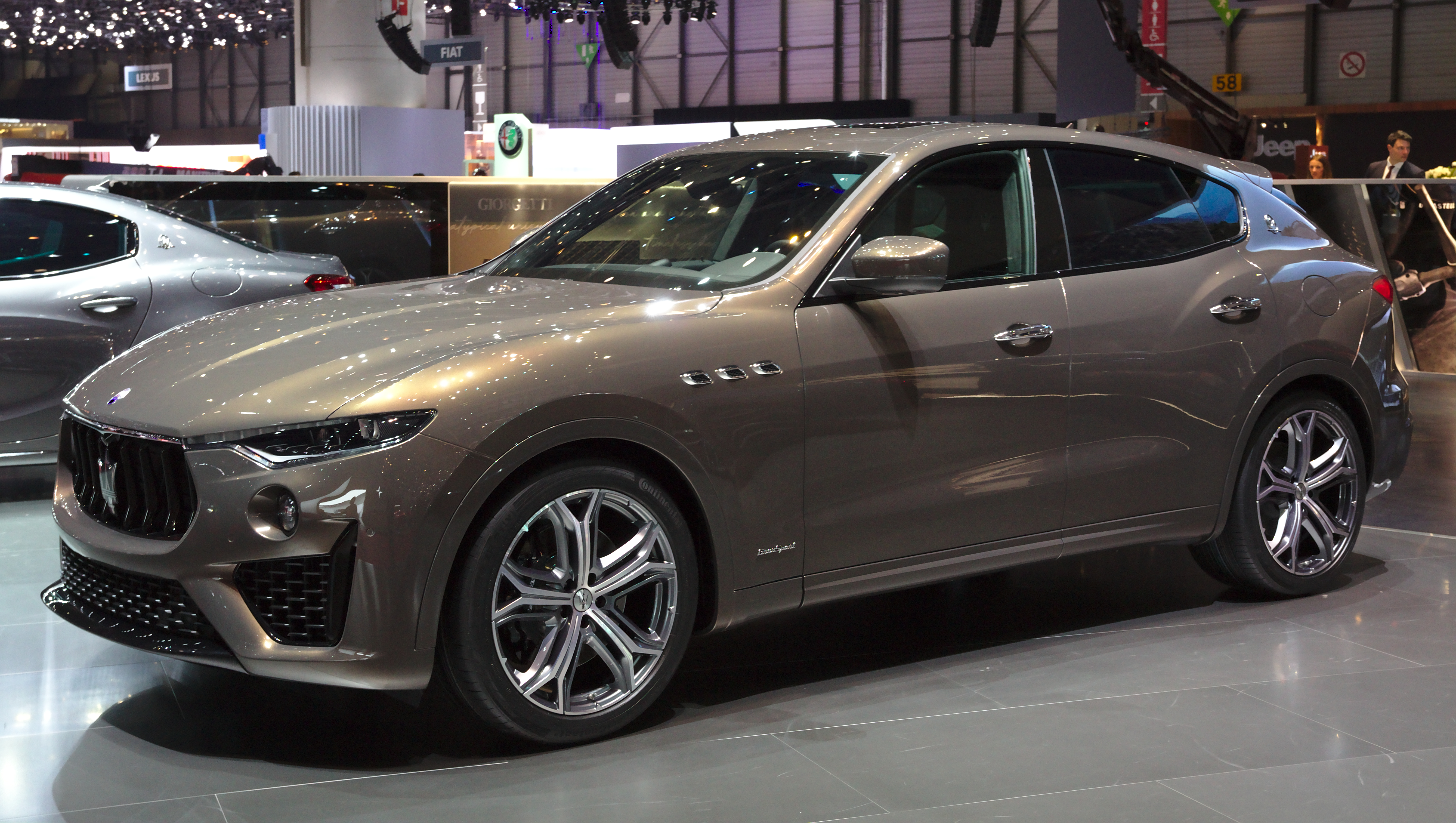
Maserati Levante

## Compétition

### Voitures de compétition

#### Grand Prix

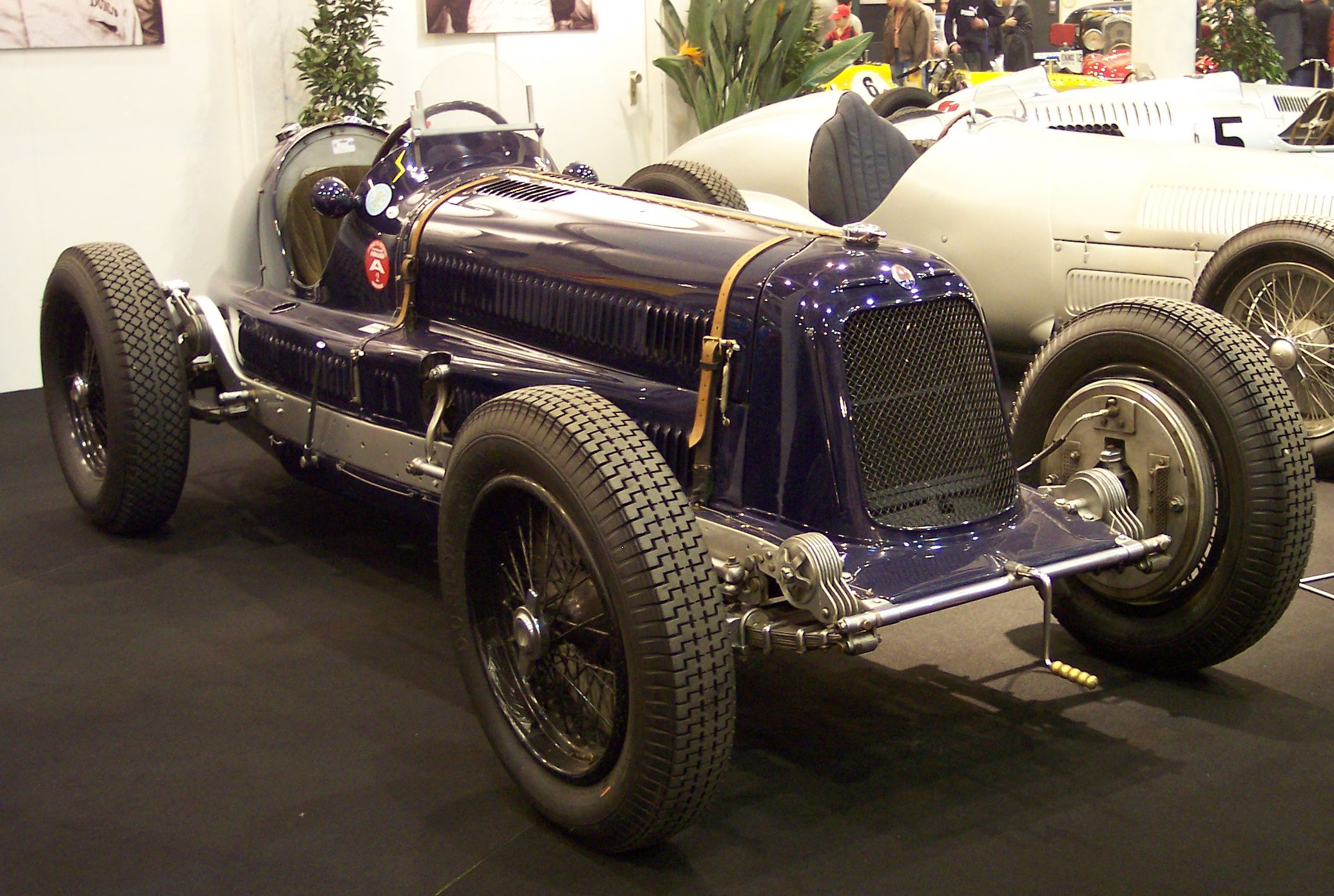
Maserati 8CL.

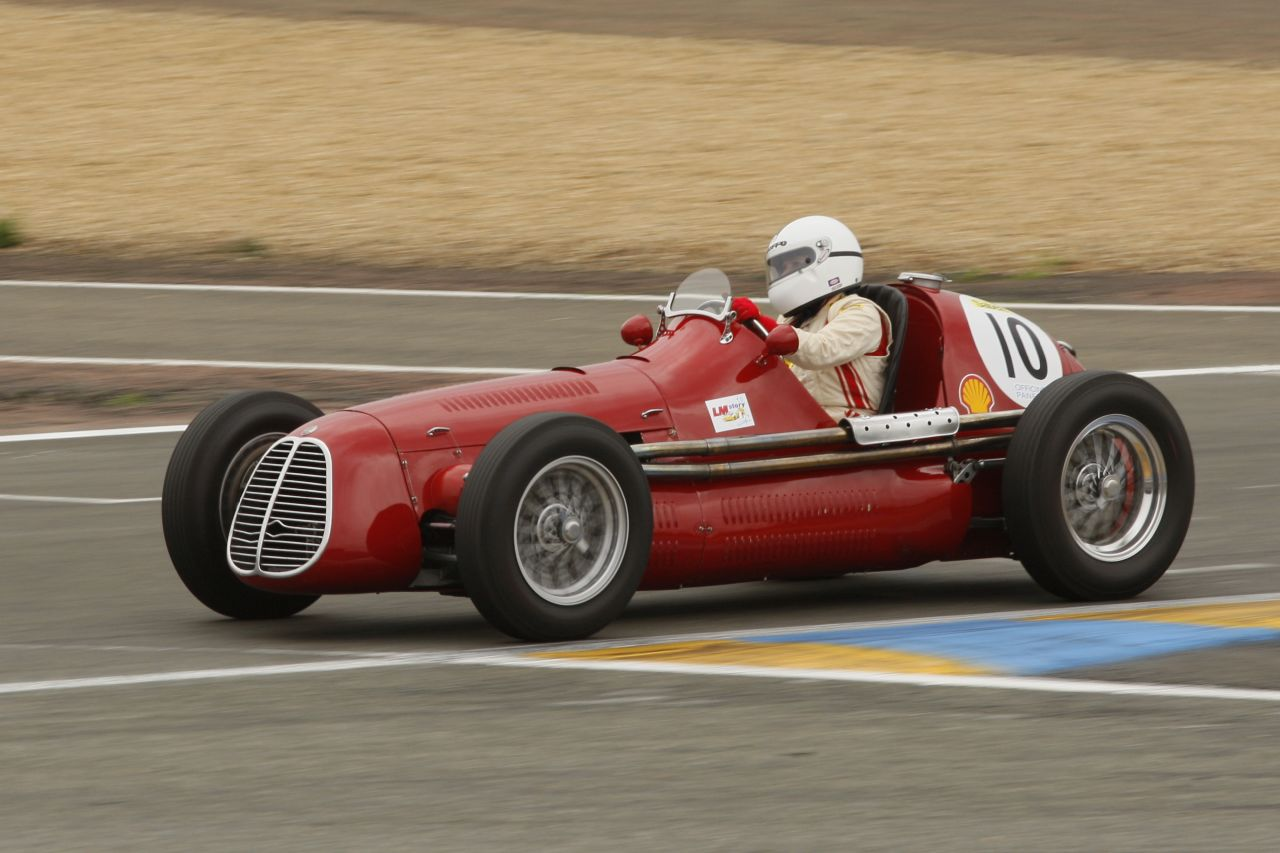
Maserati A6GCM.

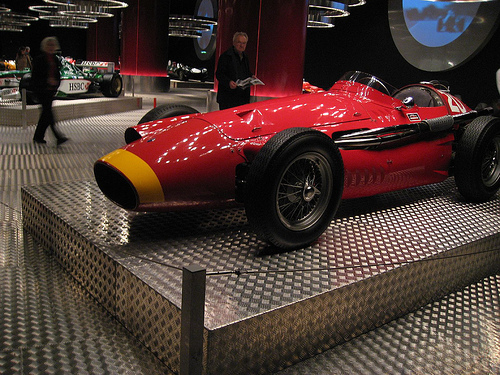
Maserati 250F de 1955.

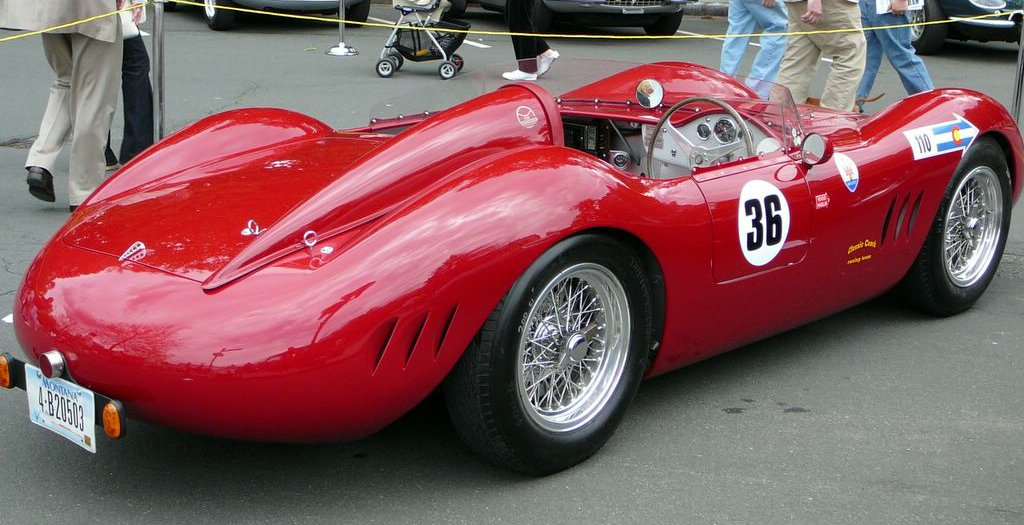
Maserati 200SI de 1957.

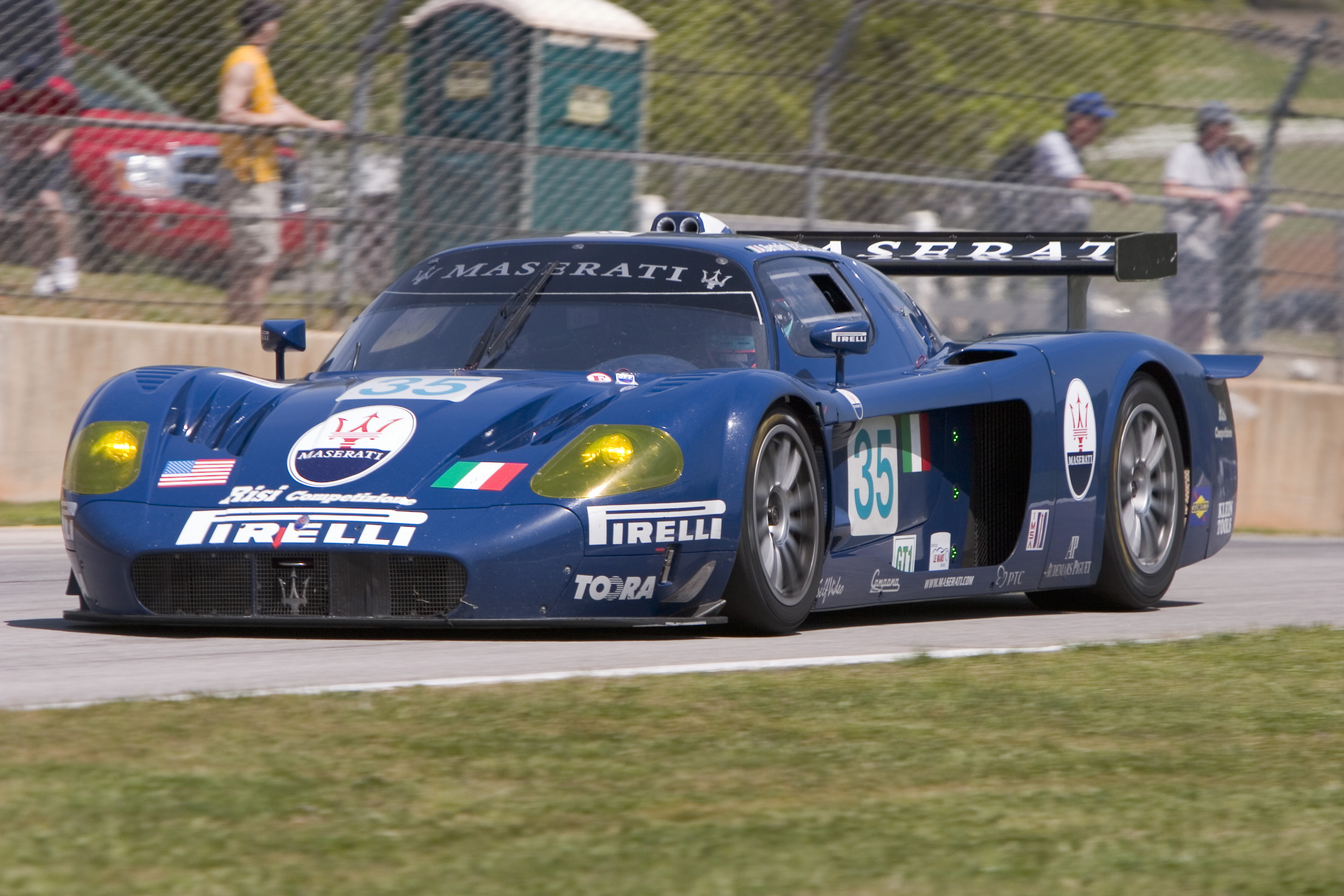
Maserati MC12 de 2005.

- Tipo 26 - 1926-1932
- Tipo 26B - 1927-1930
- Tipo 26B MM
- Tipo 26C
- 4CM 2000
- Tipo V4 et V5 - 1929-1932
- Tipo 26M - 1930-1932
- Tipo 26MM
- Tipo 26R
- 8C - 1931-1933
- V8RI - 1935-1936
- 8CM - 1933-1935
- Tipo 8C 2800
- Tipo 8C 3000
- 6CM - 1936-1940
- 8CTF - 1938
- 4CL - 1939
- 8CL - 1940-1946
- 8CLT - 1950
- 4CLT/48 - 1948
- A6GCM - 1951-1953
- A6GCS
- 250F - 1954-1960

#### Sport/prototype
- 150S
- 200S
- 200SI
- 250S
- 300S
- 350S
- 450S
- 420\M\58\Eldorado
- 4C2500
- 6C-34
- Tipo CM 1100
- Tipo CM 1500
- Tipo 4CS 1500
- Tipo 4CTR\4CS 1100
- Birdcage Tipo 60 / 61 / 63 / 64 / 65 - 1959-1961
- Tipo 151 - 1962-1963
- Tipo 154 - 1965

#### Grand tourisme
- Barchetta - 1991-1992
- Trofeo - 2003
- MC12 - 2004-2005

## Identité visuelle

Logos de Maserati
de 1926 à 1937
de 1937 à 1943
de 1943 à 1951
de 1951 à 1954
de 1954 à 1983
de 1983 à 1985
de 1985 à 1997
de 1997 à 2006
de 2006 à 2015
de 2015 à 2020
depuis 2020
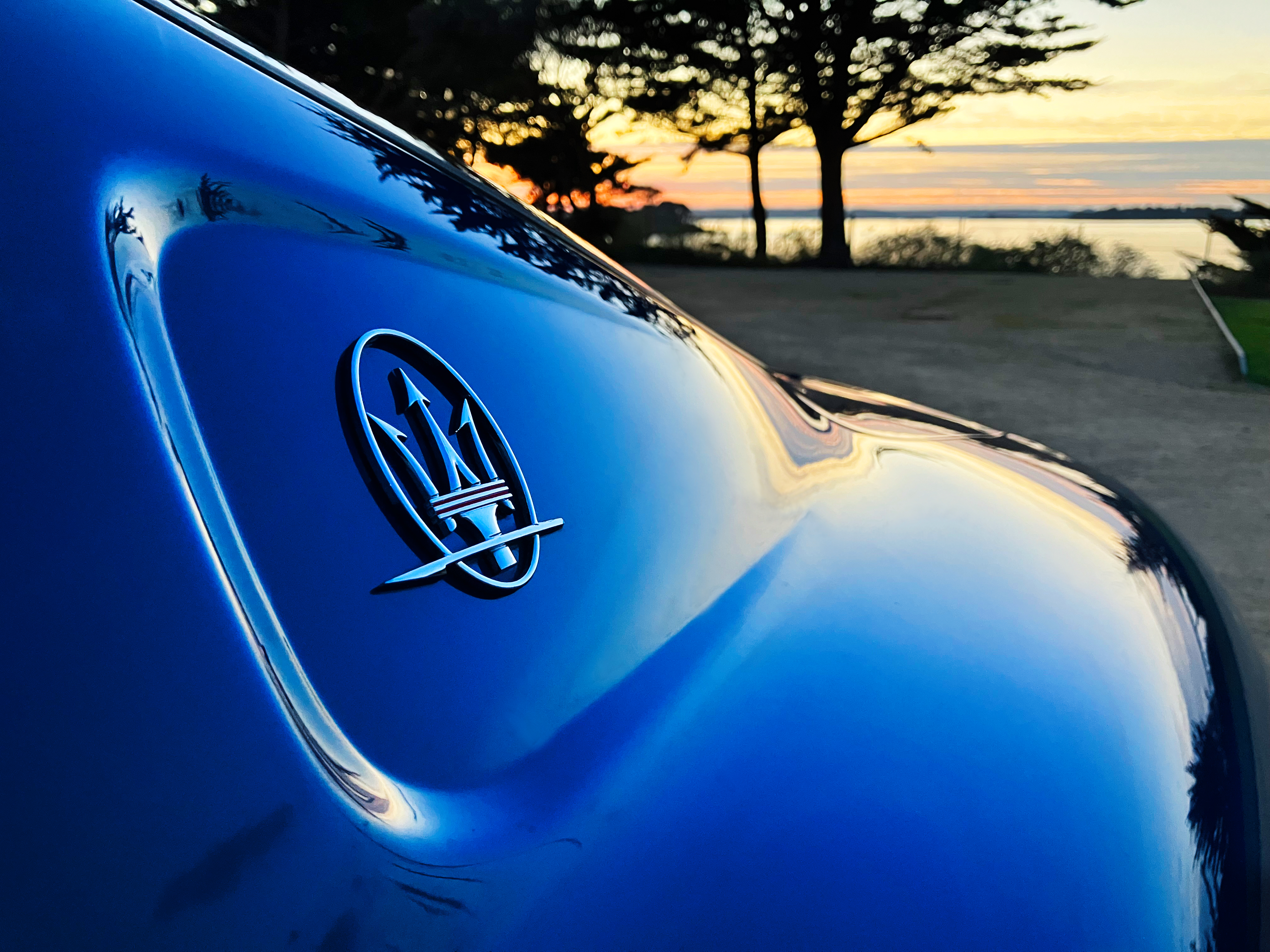
Trident Maserati sur le custode d'un Coupé 4200 GT.

## Montres Maserati
Morellato exploite sous licence le nom Maserati pour commercialiser des montres de moyenne gamme.